# 拉塞勒拉福尔日
拉塞勒拉福尔日（法語：La Selle-la-Forge，法語發音：[la sɛl la fɔʁʒ] ⓘ）是法国奥恩省的一个市镇，位于该省西北部，属于阿让唐区。

## 地理
拉塞勒拉福尔日（48°44'0"N, 0°32'27"W）面积8.32 平方千米，位于法国诺曼底大区奧恩省，该省份为法国西北部内陆省份，北起顺时针与卡爾瓦多斯省、厄尔省、厄尔-卢瓦省、萨尔特省、马耶讷省和芒什省接壤。
与拉塞勒拉福尔日接壤的市镇（或旧市镇、城区）包括：弗莱尔、朗迪古、梅塞、阿蒂斯-瓦勒德鲁夫尔。

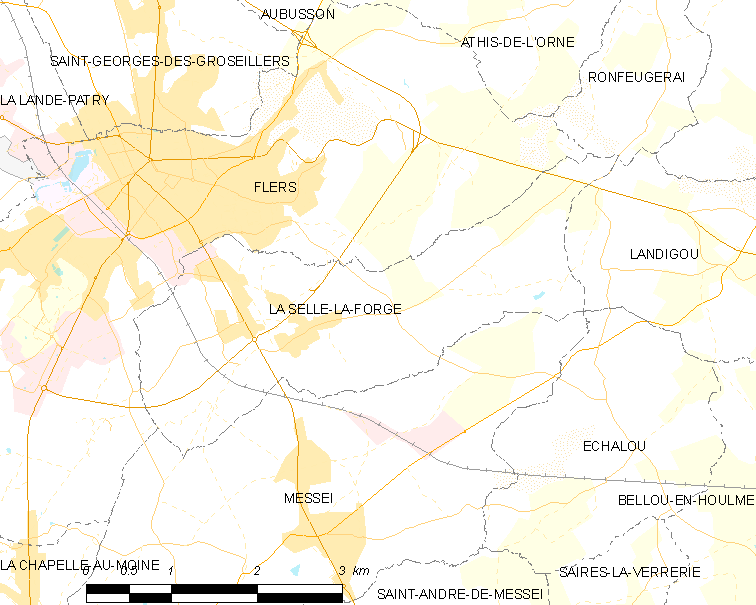
拉塞勒拉福尔日的OSM定位图

拉塞勒拉福尔日的时区为UTC+01:00、UTC+02:00（夏令时）。

## 行政
拉塞勒拉福尔日的邮政编码为61100，INSEE市镇编码为61466。

## 政治
拉塞勒拉福尔日所属的省级选区为弗莱尔第二县。

## 人口

1962-2008年间拉塞勒拉福尔日人口变化图示

拉塞勒拉福尔日于2022年1月1日时的人口数量为1396人。

## 交通
奥恩省省道快速公路D18线和D962线在境内交汇，此外省道D118线和D812线亦经过境内。